# Sir Jinx
Sir Jinx, wirklicher Name Anthony Wheaton, verkürzt auch Tony Wheaton, ist ein US-amerikanischer Hip-Hop-Produzent und DJ.

## Biografie
Sir Jinx wuchs in South Central Los Angeles auf. Mit Ice Cube und Kid Disaster war er Teil der Hip-Hop-Gruppe C.I.A., kurz für Cru’ In Action!. Über diese Verbindung stellte er Ice Cube seinem Cousin Dr. Dre vor und hatte so Anteil an der Gründung von N.W.A. An deren ersten Langspieler, N.W.A. and the Posse, war er auch beteiligt. Er war auf dem Cover abgebildet und gestaltete dies mit, indem er die im Hintergrund zu sehende Mauer mit Graffiti versah.
Nachdem Ice Cube N.W.A verlassen hatte, blieb Sir Jinx mehr mit ihm verbunden als mit dem Rest der Gruppe. Gemeinsam mit The Bomb Squad produzierte er Ice Cubes Debütalbum AmeriKKKa’s Most Wanted, sowie dessen weitere frühe Projekte: die EP Kill at Will und die Langspieler Death Certificate, The Predator und Lethal Injection, die alle mit mindestens einer Platin-Schallplatte von der RIAA ausgezeichnet wurden.
Darüber hinaus produzierte er Anfang der 1990er Jahre die ersten beiden Werke der Rapperin Yo Yo und Live and Let Die von Kool G Rap und DJ Polo. Außerdem war er Teil der von WC angeführten Gruppe WC and the Maad Circle, mit der er 1991 und 1995 zwei Alben veröffentlichte. Zu dieser Zeit arbeitete er auch vereinzelt außerhalb seines angestammten Genres und produzierte für die Sänger Ce Ce Peniston und Isaac Hayes. Obendrein erschien unter eigenem Namen die Single Pic-A-Nic featuring Gerald Levert, die aus seinem Soloalbum Chastisement (Deez Days) ausgekoppelt war. Beides hatte allerdings keinen kommerziellen Erfolg.
Nach 1995 war Sir Jinx zunächst weniger aktiv. Erst 1998 trat er wieder deutlicher in Erscheinung, als er Xzibits zweiten Langspieler 40 Dayz & 40 Nightz exekutiv produzierte. Mit Xzibit arbeitete er auch auf dessen weiteren Alben Restless, Man vs Machine und Weapons of Mass Destruction zusammen. Des Weiteren produzierte er von 1998 bis 2006 einzelne Lieder von Redman, Tash, Westside Connection, Kurupt, Kokane und Paris.
Anschließend folgten nur noch sporadisch Produktionen von ihm, so zum Beispiel 2010 auf Ice Cubes I Am the West. Stattdessen betätigte er sich als DJ und hatte Auftritte in Fernsehsendungen wie The Jimmy Kimmel Show. Daneben gründete er das Unternehmen Coastal Contra, das sich darum kümmert die Musik, insbesondere in Form von Kompilationen, von Rappern der 1990er Jahre online zu vertreiben.

## Diskografie
Album
- 1995: Chastisement (Deez Days)

Single
- 1995: Pic-A-Nic (feat. Gerald Levert)